# Aéroport municipal de Buttonville

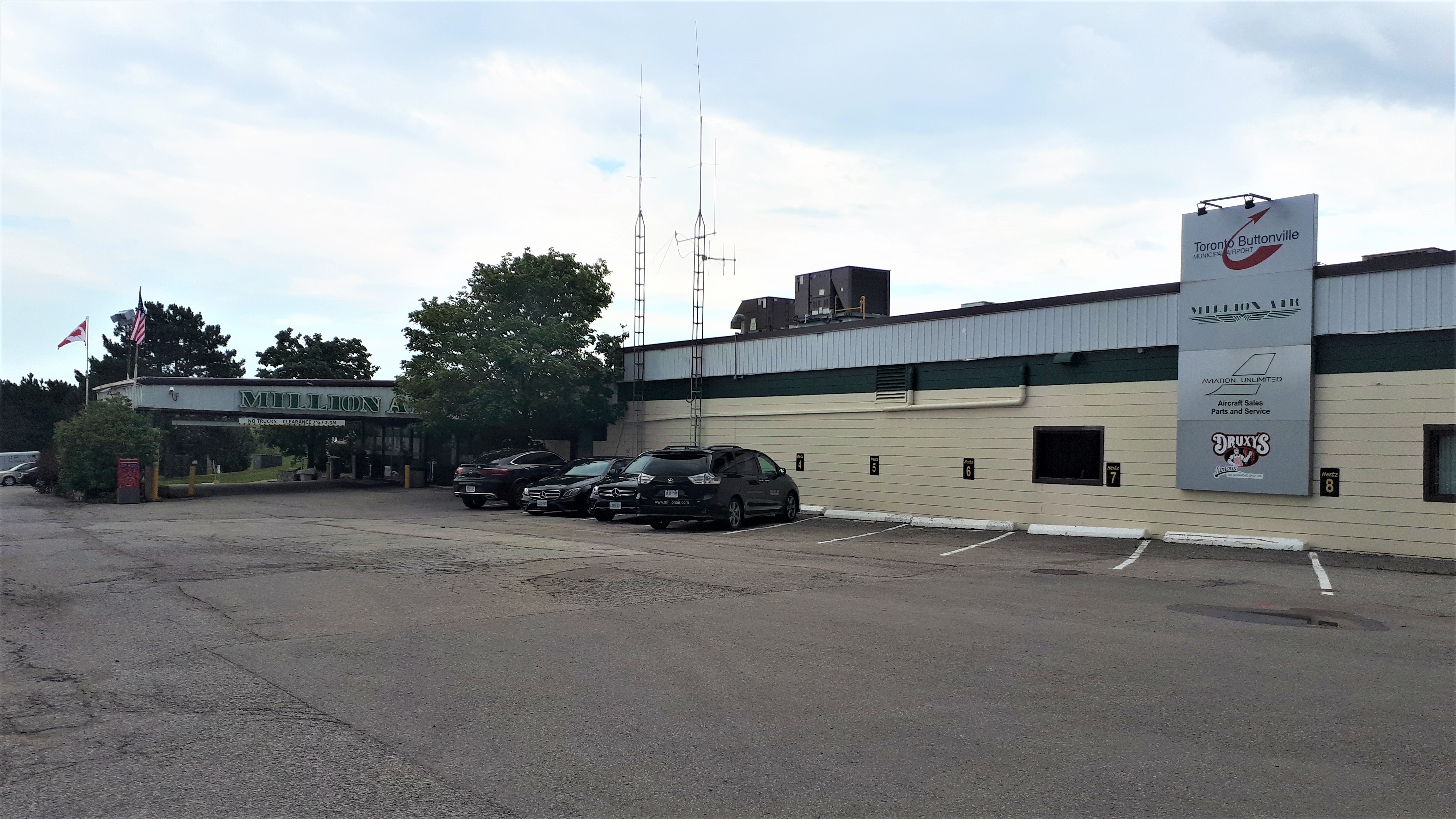
Aéroport municipal de Buttonville

Pour les articles homonymes, voir CYKZ.
L' aéroport municipal de Buttonville  (code IATA : YKZ • code OACI : CYKZ), est un aéroport d'affaire de taille moyenne situé a 29 km (18 mi) au nord du centre-ville de Toronto. Il est exploité par Toronto Airways Limited. 
En raison de sa proximité avec la banlieue de Toronto, il existe plusieurs procédures strictes de réduction du bruit pour les aéronefs utilisant l'aéroport.
L'aéroport est ouvert 24 heures par jour, 365 jours par an.

## Histoire

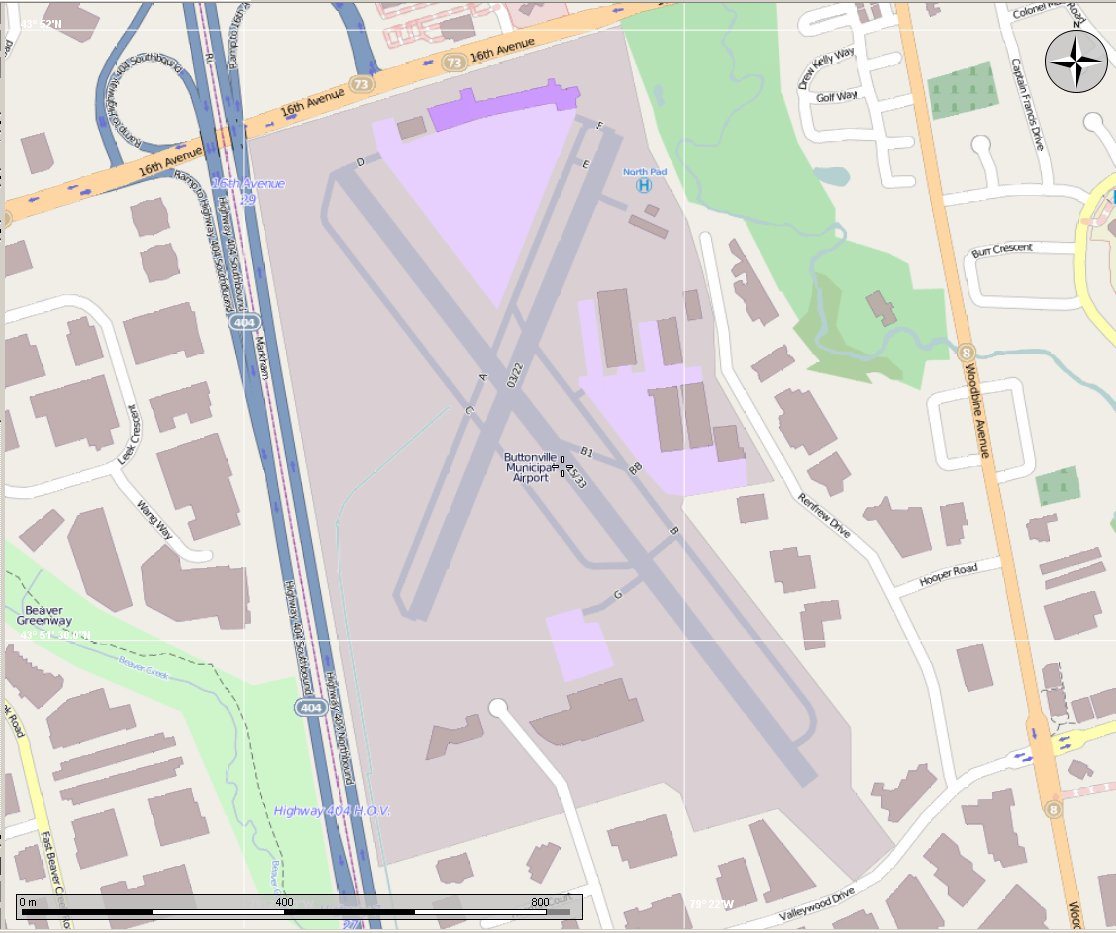
Carte OpenStreetMap montrant l'aéroport.

L'aéroport de Buttonville a commencé avec une piste en herbe en 1953 lorsque Leggat Aviation déplacèrent leurs activités sur le terrain de Barker, à Toronto. Buttonville est devenue un aéroport officiel en 1962.